# Werner Schiffner

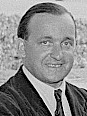
Werner Schiffner (1953)

Werner Schiffner (* 16. Dezember 1914 in Leipzig; † 2. August 1999 ebenda) war ein deutscher Radrennfahrer und Radsport-Trainer.

## Sportliche Laufbahn
Schiffner war bis 1933 Mitglied im Arbeitersportverein Vorwärts Leipzig und spielte dort Fußball, nach 1933 wechselte er zu Fortuna Leipzig (Fußball und später Leichtathletik). Er begann mit 19 Jahren beim Anfängerwettbewerb „Erster Schritt“ mit dem Radsport und trat dem Verein R.C. Wettiner in Leipzig bei, wo auch der spätere Olympiasieger Ernst Ihbe trainierte. Beruflich hatte er eine Ausbildung zum Retuscheur absolviert. 1939 war sein erfolgreichstes Jahr, als er zunächst die Erzgebirgs-Rundfahrt Chemnitz–Karlsbad–Chemnitz (in der B-Klasse) gewann. Damit hatte er sich für die A-Klasse qualifiziert. Wenig später siegte er bei Rund um die Hainleite. Dazu siegte er bei weiteren Rennen, vor allem in Sachsen.
Der Zweite Weltkrieg unterbrach seine sportliche Laufbahn. Nach der Rückkehr aus der Kriegsgefangenschaft fuhr er von 1946 bis 1949 als Berufsfahrer. Er nahm 1947 am Grünen Band vom Rhein (das als Fortsetzung der Deutschland-Rundfahrt galt) teil und wurde dabei 11. des Gesamtklassements.
Schiffner nahm ein Sportstudium auf und wurde 1950 Trainer im Radsport. Zunächst arbeitete er beim SC DHfK Leipzig, dann als Nationaltrainer der Straßenfahrer der DDR. 1950 bis 1964 war er Trainer der DDR-Friedensfahrt-Mannschaft. 1954 bis 1973 war er teilweise parallel Trainer beim SC DHfK Leipzig (gemeinsam mit Herbert Weisbrod) und Nationaltrainer, 1973 beendete er aus gesundheitlichen Gründen seine Trainertätigkeit.

## Privates
Sein Sohn Michael war ebenfalls Radsportler. Schiffner wurde Anfang 1948 als Lebensretter geehrt. Er hatte ein kleines Mädchen, das beim Eislaufen auf einem See bei Leipzig eingebrochen war, vor dem Ertrinken gerettet.